# Irina Sidorkova
Irina Sidorkova (en russe : Ирина Сидоркова), née le 27 juin 2003 à Petrozavodsk, est une pilote automobile russe. Elle participe aux W Series depuis 2020.

## Biographie

### Karting et débuts en sport automobile (2010-2019)

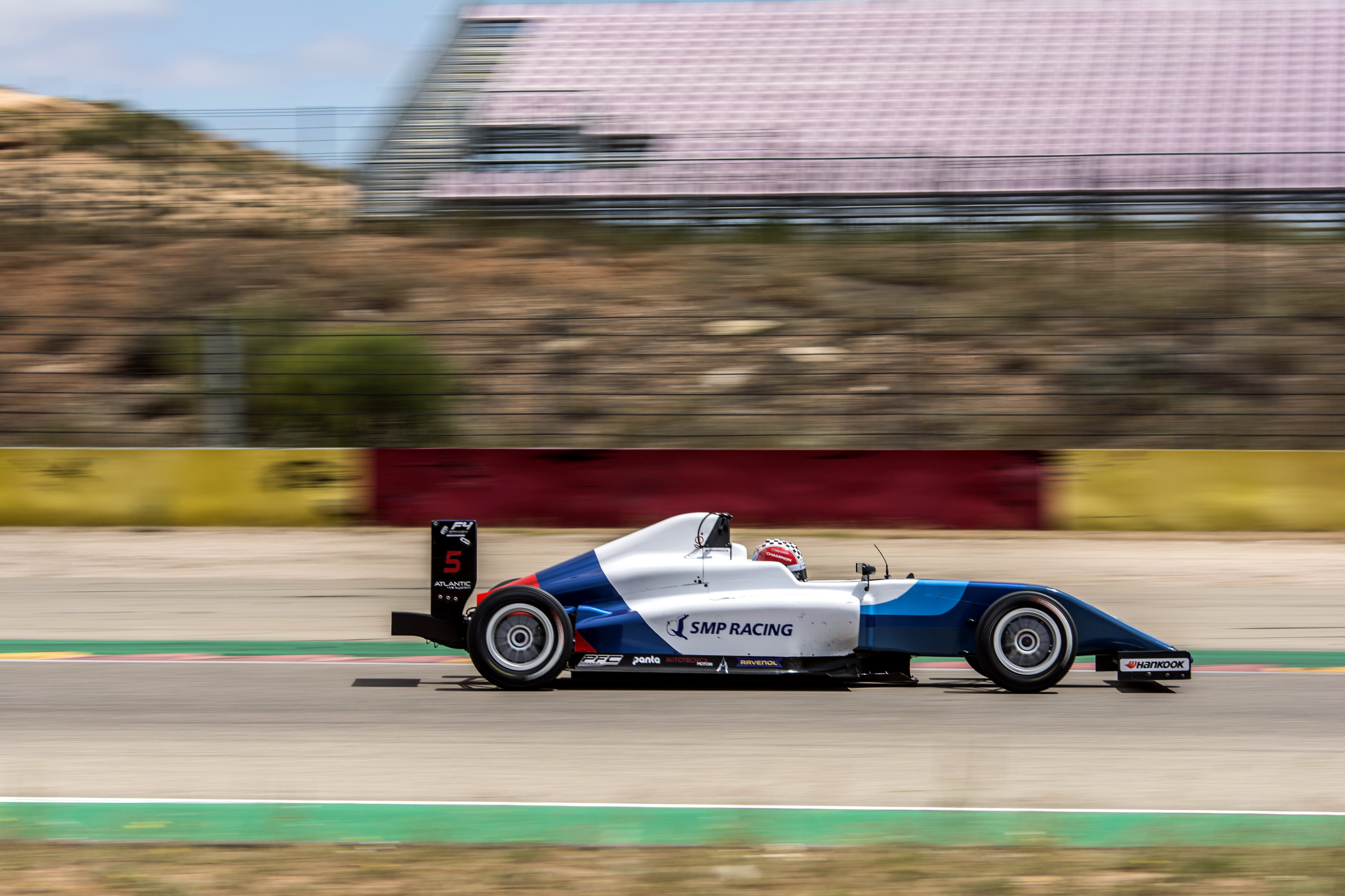
Irina Sidorkova en F4 Espagne en 2019.

Inspirée par le film Cars, Irina Sidorkova débute le karting en 2009 à l’âge de six ans.
Elle écume différents championnats dans plusieurs pays, remportant notamment le championnat d'Estonie en 2012. Soutenue par Volkswagen, elle bifurque vers le rallye et les courses de tourisme à l'âge de 11 ans. En 2017, elle rejoint le Russian Circuit Racing Series (en) qu'elle termine deuxième de la classe junior nationale, catégorie où elle s'impose l’année suivante. Elle se voit alors invitée par le SMP Racing à disputer la dernière manche de la saison 2018 du championnat de F4 SMP où elle termine 13e à chacune des trois courses. L'équipe junior du SMP Racing la prend en charge la saison suivante avec à la clé un engagement à l’année dans deux championnats, celui de F4 SMP ainsi que le championnat d'Espagne de Formule 4. Elle ne remporte aucune victoire, seulement deux podiums en F4 SMP et une sixième place au Motorland Aragón pour meilleur résultat en Espagne.

### W Series (2020-)
Par la suite, la russe s'oriente vers les W Series, un championnat de Formule 3 réservé exclusivement aux femmes, pour disputer le championnat 2020. Elle passe avec succès les tests d'évaluation, devenant la plus jeune pilote engagée. Néanmoins, le 4 juin, le championnat est annulé en raison de la pandémie de Covid-19. Un championnat eSport de 10 épreuves est organisé à sa place sur iRacing, remporté par Beitske Visser, qu'elle termine troisième,. Conséquemment à cette annulation, Irina Sidorkova retourne piloter dans le Russian Circuit Racing Series (en), et décroche une victoire dans la catégorie Touring Light sur le circuit NRING.
En 2021, Irina Sidorkova s'engage durant l'hiver dans le championnat d'Asie de Formule 3 au sein de l'équipe Evans GP, mais ne marque aucun point. Elle prend part également à la saison 2021 des W Series, et monte sur le podium en Autriche dès sa deuxième course. Peu avant la cinquième manche disputée à Spa-Francorchamps, elle est testée positive au Covid-19, et doit être placée à l'isolement, ce qui entraîne son forfait. Elle termine la saison à la 9e place au championnat, handicapée par son absence lors des deux dernières manches disputées sur le circuit des Amériques, n’ayant pas eu son visa,. Dans la foulée, il est annoncé qu'elle participera à un test de Formule 3 sur le circuit de Nevers Magny-Cours.

## Résultats en compétition automobile

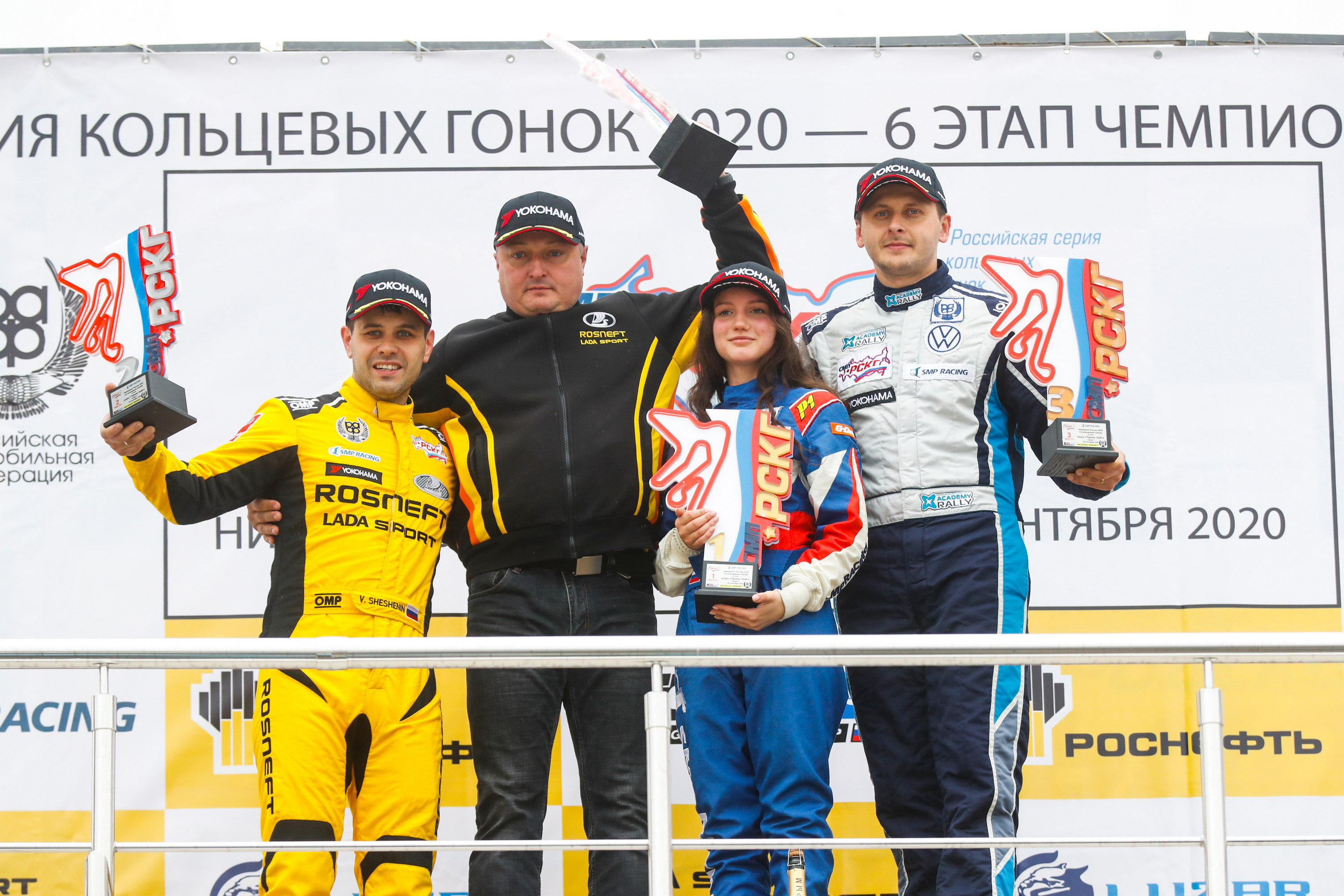
Irina Sidorkova sur le podium lors de sa victoire en Russian Circuit Racing Series dans la catégorie Touring Light sur le circuit NRING.

### Résumé
| Saison | Championnat                                          | Écurie           | Courses | Victoires | Pole positions | Meilleurs tours | Podiums | Points | Classement |
| ------ | ---------------------------------------------------- | ---------------- | ------- | --------- | -------------- | --------------- | ------- | ------ | ---------- |
| 2017   | Russian Circuit Racing Series (en) - Junior national | Rally Academy    | 10      | 3         | 1              | 2               | 6       | 171    | 2e         |
| 2018   | Russian Circuit Racing Series (en) - Junior national | Rally Academy    | 10      | 3         | 1              | 5               | 6       | 163    | 1re        |
| 2018   | Championnat de F4 SMP                                | SMP Racing       | 3       | 0         | 0              | 0               | 0       | 0      | 23e        |
| 2019   | Championnat de F4 SMP                                | SMP Racing       | 11      | 0         | 0              | 0               | 2       | 96     | 6e         |
| 2019   | Championnat d'Espagne de Formule 4                   | Drivex School    | 18      | 0         | 0              | 0               | 0       | 15     | 18e        |
| 2020   | Russian Circuit Racing Series - Touring Light        | Rally Academy    | 12      | 1         | 1              | 1               | 2       | 110    | 9e         |
| 2021   | W Series                                             | W Series Academy | 5       | 0         | 0              | 0               | 1       | 34     | 9e         |
| 2021   | Championnat d'Asie de Formule 3                      | Evans GP         | 12      | 0         | 0              | 0               | 0       | 0      | 22e        |

* Saison en cours.

### Résultats en championnat d'Asie de Formule 3
| Année | Équipe   | 1        | 2        | 3        | 4        | 5        | 6          | 7     | 8     | 9     | 10       | 11       | 12       | 13       | 14       | 15       | Pos | Points |
| ----- | -------- | -------- | -------- | -------- | -------- | -------- | ---------- | ----- | ----- | ----- | -------- | -------- | -------- | -------- | -------- | -------- | --- | ------ |
| 2021  | Evans GP | DUB 1 19 | DUB 2 19 | DUB 3 15 | ABU 1 19 | ABU 2 18 | ABU 3 Abd. | ABU 1 | ABU 2 | ABU 3 | DUB 1 15 | DUB 2 14 | DUB 3 17 | ABU 1 14 | ABU 2 12 | ABU 3 16 | 22e | 0      |